# Ode to My Family
Ode to My Family is een nummer van de Ierse rockband The Cranberries uit 1995. Het is de tweede single van hun tweede studioalbum No Need to Argue.
In een interview verklaarde leadzangeres Dolores O'Riordan dat "Ode to My Family" gaat over haar beslissing de muziek in te gaan en daarmee haar jeugd te 'verlaten'. Het nummer werd een hit in West-Europa en Oceanië. Het haalde de 16e positie in Ierland, het thuisland van The Cranberries. In de Nederlandse Top 40 haalde het de 19e positie, en in de Vlaamse Ultratop 50 de 18e.

## NPO Radio 2 Top 2000
| Nummer met noteringen in de NPO Radio 2 Top 2000 | '09  | '10 | '11  | '12  | '13  | '14  | '15  | '16  | '17  | '18  | '19  | '20  | '21  | '22  | '23  | '24  |
| ------------------------------------------------ | ---- | --- | ---- | ---- | ---- | ---- | ---- | ---- | ---- | ---- | ---- | ---- | ---- | ---- | ---- | ---- |
| Ode to My Family                                 | 1604 | -   | 1450 | 1318 | 1374 | 1497 | 1543 | 1688 | 1635 | 1150 | 1308 | 1220 | 1213 | 1206 | 1113 | 1112 |

1. ↑  Een '-' betekent dat het nummer niet was genoteerd en een vetgedrukt getal geeft de hoogste notering aan.
2. ↑  2009 was het eerste jaar met een notering voor dit nummer.